# Hermes Pereira de Sousa
Hermes Pereira de Souza (1 de agosto de 1910 —1969) foi um político brasileiro. Nasceu em São Borja, no primeiro distrito do município, em um local chamado Triumpho do Butuhy, Rio Grande do Sul, em 1 de agosto de 1910. Filho de José e Izabel Pereira de Souza, integrantes da elite agrária da região. Hermes teve como padrinho de batismo Protásio Vargas, irmão de Getúlio Dornelles Vargas e passou a infância em sua terra natal. Casou em 8 de outubro de 1935, em Palmeira das Missões,RS, com Célia Vargas. Teve uma única filha, Maria Tereza. Desta nasceu também a sua neta única, Themis Pereira de Souza Vianna. Faleceu em Porto Alegre, 4 de janeiro de 1969, vitimado por um infarto fulminante.

## Carreira jurídica e política
Em 1936 formou-se na Faculdade de Direito de Pelotas. Aos 25 anos já atuava como Promotor Público em Palmeira das Missões (onde dedicou-se também ao trabalho de assistência social, apoiando a fundação de um orfanato que levou o nome da sua esposa, Célia Pereira de Souza), depois em Santa Maria, Caxias do Sul e Porto Alegre. Em 1946 foi nomeado Diretor da Caixa Econômica Federal no Rio Grande do Sul. Nesse mesmo ano filiou-se ao PSD (Partido Social Democrático), um partido de centro, tendência que se enquadrava em sua visão social. 
As eleições estaduais no Rio Grande do Sul, ocorreram em 19 de janeiro de 1947. Foi eleito deputado estadual, pelo PSD, para a 37ª Legislatura da Assembleia Legislativa do Rio Grande do Sul, de 1947 a 1950. Hermes elegeu-se como o quinto deputado estadual mais votado. Seu partido elegeu também o governador do Estado, Walter Jobim. Na ocasião foi o 1º Secretária da Mesa Constituinte para a nova constituição estadual, que tinha como presidente o deputado estadual Edgar Luiz Schneider (PL); 1º vice-presidente, Joaquim Duval (PSD); 2º vice-presidente, Vitor Graeff (UDN); 2º secretário, Helmuth Closs (PRP); 3º secretário, Dionélio Machado (PCB) e 4º secretário, Nestor Jost (PSD).
Em 1950, Hermes Pereira de Souza, candidatou-se  a uma vaga na Câmara Federal, onde foi eleito deputado em três legislaturas seguidas, vivendo os grandes acontecimentos nacionais: o fim da Era Vargas com o suicídio do presidente, a construção e inauguração de Brasília por Juceslino Kubitschek, de quem foi amigo pessoal. E acompanhou de perto a renúncia de Jânio Quadros e os episódios da chamada "crise da legalidade" envolvendo João Goulart e, posteriormente, a sua destituição. Como deputado federal, foi representante da casa na Sétima Festa Nacional do Trigo, em Passo Fundo, RS, em 1957. Membro do Grupo Brasileiro da Organização Interparlamentar de Turismo, em Washington, Estados Unidos, em 1961. Participante da 50ª Conferência Interparlamentar de Turismo, em Bruxelas, 1961.

## Nome de logradouros públicos
Hermes Pereira de Souza foi homenageado com o nome de um logradouro na cidade de Santo Ângelo, RS, situado como travessa entre a Av. Apolinário Dorneles de Moraes e a Rua Brasília. A mesma homenagem ocorreu na cidade de Alvorada, RS, iniciando-se na Rua Onófrio Lemos, paralela à Rua São Pedro. E, em Porto Alegre, a partir de 4 de junho de 1981, pela Lei nº 4910,  assinada pelo prefeito Guilherme Socias Villela, seu nome foi homenageado com uma rua no Bairro Ruben Berta.